# Cidre Kerné
Cidre Kerné är ett cider från cidreriet Bosser i kommunen Pouldreuzic i Bretagne, Frankrike. Cidreriet grundades av Pierre Bosser 1947 och sköts sedan 1977 av Yves Bosser.
Cidret finns som sött, halvsött och torrt (hårt) och har vunnit flera priser och är mycket vanligt på creperier och restauranger i hemdepartementet Finistère.